# ناحیه روبیکن، شهرستان گرین، ایلینوی
ناحیه روبیکن (به انگلیسی: Rubicon Township) یک منطقهٔ مسکونی در ایالات متحده آمریکا است که در شهرستان گرین، ایلینوی واقع شده‌است. ناحیه روبیکن ۱۸۵ متر بالاتر از سطح دریا واقع شده‌است.